# Ruben Alfredo Andresen Leitão
Rúben Alfredo Andresen Leitão (Lisbona, 26 maggio 1920 – Londra, 29 settembre 1975) è stato un giornalista, scrittore e storico portoghese.

## Biografia
La sua opera spicca per l'originale fantasia che, spesso ai limiti del surreale e pur aderente ai motivi di tradizione nazionale, è sorretta da uno stile personalissimo tra aulicità, uso ironico del vernacolo ed espressione allegorica. Si dedicò alla saggistica, alla narrativa, all'autobiografia ed al teatro.
Pubblicò tra il 1949 ed il 1970 con il nome Pàginas sei volumi di riflessioni personali su eventi e personaggi storici e contemporanei, quasi un contrappunto ai suoi libri di narrativa e teatro.
Scrisse inoltre numerosi racconti e sceneggiature teatrali, spesso dai tratti fantastici e surrealistici.

## Alcune opere
- A torre da Barbela (1964)
- Kaos (1981, postuma)
- Silêncio para 4 (1973)